# Château de la Tournelle
Château de la Tournelle byl hrad v Paříži na nábřeží Seiny, které po něm nese jméno Quai de la Tournelle. Nacházel se v prostoru dnešního restaurantu La Tour d'Argent v 5. obvodu.

## Historie
Na počátku 13. století nechal Filip II. August vybudovat kolem Paříže nové městské hradby, které byly na břehu Seiny opatřeny čtyřmi věžemi – dvěma po proudu a dvěma proti proudu, které chránily město před útokem od řeky. Mezi věžemi byly nataženy řetězy bránící plavbě nepřátelských lodí. Na západě na pravém břehu to byla Tour du coin jako součást paláce Louvre a naproti na levém břehu Tour Philippe-Hamelin, nazývaná též Tour de Nesle. Na východě stála na pravém břehu Tour Barbeau a naproti ní přes řeku Tour Saint-Bernard postavená roku 1185 a pojmenovaná podle blízké Bernardinské koleje. Za vlády Karla VII. byla proražena severní stěna věže a byla zde postavena opevněná brána Porte Saint-Bernard.
Tour Saint-Bernard byla zbořena nejspíše za vlády Karla VI. a nahrazena hradem Tournelle, malou čtvercovou pevností doplněnou malými věžičkami (fr. tournelle). V roce 1554 za vlády Jindřicha II. byla pevnost renovována. Během času ztratila pevnost svůj vojenský význam a byla na žádost Vincence z Pauly přeměněna na shromaždiště odsouzenců k veslování na galérách před jejich odvozem do přístavu v Marseille.
Za Velké francouzské revoluce byly roku 1790 galéristé přemístěni do sousední Bernardinské koleje. Dne 16. června 1791 rozhodlo Národní shromáždění o demolici hradu Tournelle a brány Saint-Bernard, která se nacházela v jeho sousedství. Demolice proběhla v roce 1792 a dnes se po stavbách nedochovaly žádné pozůstatky.